# Giovane Élber
Élber Giovane de Souza dit Élber, né le 23 juillet 1972 à Londrina, est un footballeur international brésilien évoluant au poste d'attaquant.

## Biographie

### En club
En provenance de Londrina Esporte Clube à 18 ans il signe au Milan AC en 1990.
En 1994, avec le Grasshopper Zurich, Elber remporte son premier trophée européen : la Coupe de Suisse.
Transféré au VfB Stuttgart durant l'été 1994, il marque dès son premier match de Bundesliga, contre Hambourg (2-1).
En 1997, pour remplacer Jürgen Klinsmann sur le départ, le Bayern Munich engage Elber, également convoité par le PSG, pour un peu plus de 6 M€. Le 31 janvier 1998, le Brésilien bat le record du but le plus rapide du championnat allemand en trompant Golz, le porter de Hambourg SV, dès la 11e seconde du match. En mars 1999, il est victime d'une déchirure des ligaments extérieurs du genou gauche l'éloignant plusieurs semaines des terrains. En mai 2001, il remporte sa seule Ligue des champions en battant le FC Valence (1-1 tab 5-4). Il dispute son dernier match avec le Bayern, contre Hambourg (2-0), le 24 août 2003 en inscrivant son 133e but en 256 matchs en Allemagne.
Il est transféré en 2003 à l'Olympique lyonnais, avec lequel il remporte le championnat de France en 2003/2004. Après une première saison assez satisfaisante (10 buts en 27 matchs de championnat), Élber se blesse à l'entame de sa seconde saison lyonnaise. Cette blessure signifie la fin de son aventure en France, car le joueur va entrer en désaccord avec le médecin sur la gestion de sa blessure et notamment le fait qu'il soit parti au Brésil se faire soigner. Son contrat est alors résilié à l'amiable et Élber quitte la France pour retourner jouer en Allemagne.
Il signe au Borussia Mönchengladbach, pour un dernier défi dans la Bundesliga qui l'a vu devenir un footballeur d'envergure internationale.
Il revient ensuite au Brésil, et joue avec le Cruzeiro EC. Mais, fin 2006, il annonce raccrocher définitivement les crampons, à la suite de douleurs chroniques de plus en plus importantes.
En septembre 2007, l'ancien international brésilien rejoint la cellule de recrutement du Bayern Munich.

### En équipe nationale
Lors du Mondial juniors 1991, le Brésil dispute la finale à Lisbonne contre le Portugal. Au terme d'une rencontre sans but, les locaux l'emporte aux tirs au but (0-0 tab 4-2), même si Elber réussit sa tentative.
Le 4 septembre 1999, Elber signe sa première sélection avec la Seleçao contre l'Argentine (0-2) en remplaçant Ronaldinho à la mi-temps.
Élber possède 15 sélections en équipe du Brésil (7 buts marqués) entre 1998 et 2001.

## Statistiques
| Saison                | Club                     | Championnat           | Championnat | Championnat | Championnat | Coupe(s) nationale(s) | Coupe(s) nationale(s) | Coupe(s) nationale(s) | Supercoupe | Supercoupe | Supercoupe | Compétition(s) continentale(s) | Compétition(s) continentale(s) | Compétition(s) continentale(s) | Compétition(s) continentale(s) | Supercoupe UEFA + Coupe intercontinentale | Supercoupe UEFA + Coupe intercontinentale | Supercoupe UEFA + Coupe intercontinentale | Brésil | Brésil | Brésil | Total | Total | Total |
| Saison                | Club                     | Division              | M.          | B.          | P.d.        | M.                    | B.                    | P.d.                  | M.         | B.         | P.d.       | Comp.                          | M.                             | B.                             | P.d.                           | M.                                        | B.                                        | P.d.                                      | M.     | B.     | P.d.   | M.    | B.    | P.d.  |
| 1991-1992             | Grasshopper Club Zurich  | Super League          | 21          | 9           | 0           | -                     | -                     | -                     | -          | -          | -          | -                              | -                              | -                              | -                              | -                                         | -                                         | -                                         | -      | -      | -      | 21    | 9     | 0     |
| 1992-1993             | Grasshopper Club Zurich  | Super League          | 21          | 11          | 0           | -                     | -                     | -                     | -          | -          | -          | C3                             | 4                              | 2                              | 0                              | -                                         | -                                         | -                                         | -      | -      | -      | 25    | 13    | 0     |
| 1993-1994             | Grasshopper Club Zurich  | Super League          | 27          | 21          | 0           | -                     | -                     | -                     | -          | -          | -          | -                              | -                              | -                              | -                              | -                                         | -                                         | -                                         | -      | -      | -      | 27    | 21    | 0     |
| Sous-total            | Sous-total               | Sous-total            | 69          | 41          | 0           | -                     | -                     | -                     | -          | -          | -          | -                              | 4                              | 2                              | 0                              | -                                         | -                                         | -                                         | -      | -      | -      | 73    | 43    | 0     |
| 1994-1995             | VfB Stuttgart            | Bundesliga            | 23          | 8           | 1           | 1                     | 0                     | 0                     | -          | -          | -          | -                              | -                              | -                              | -                              | -                                         | -                                         | -                                         | -      | -      | -      | 24    | 8     | 1     |
| 1995-1996             | VfB Stuttgart            | Bundesliga            | 33          | 16          | 10          | 1                     | 0                     | 0                     | -          | -          | -          | -                              | -                              | -                              | -                              | -                                         | -                                         | -                                         | -      | -      | -      | 34    | 16    | 10    |
| 1996-1997             | VfB Stuttgart            | Bundesliga            | 31          | 17          | 11          | 6                     | 3                     | 0                     | -          | -          | -          | C4                             | 1                              | 0                              | 0                              | -                                         | -                                         | -                                         | -      | -      | -      | 38    | 20    | 11    |
| Sous-total            | Sous-total               | Sous-total            | 87          | 41          | 22          | 8                     | 3                     | 0                     | -          | -          | -          | -                              | 1                              | 0                              | 0                              | -                                         | -                                         | -                                         | -      | -      | -      | 96    | 44    | 22    |
| 1997-1998             | Bayern Munich            | Bundesliga            | 28          | 11          | 9           | 8                     | 7                     | 3                     | -          | -          | -          | C1                             | 8                              | 3                              | 1                              | -                                         | -                                         | -                                         | 3      | 2      | 0      | 47    | 23    | 13    |
| 1998-1999             | Bayern Munich            | Bundesliga            | 21          | 13          | 7           | 7                     | 5                     | 0                     | -          | -          | -          | C1                             | 9                              | 3                              | 3                              | -                                         | -                                         | -                                         | 2      | 4      | 0      | 39    | 25    | 10    |
| 1999-2000             | Bayern Munich            | Bundesliga            | 26          | 14          | 2           | 3                     | 2                     | 0                     | -          | -          | -          | C1                             | 12                             | 3                              | 3                              | -                                         | -                                         | -                                         | 6      | 1      | 0      | 47    | 20    | 5     |
| 2000-2001             | Bayern Munich            | Bundesliga            | 27          | 15          | 6           | 1                     | 0                     | 0                     | -          | -          | -          | C1                             | 16                             | 7                              | 2                              | -                                         | -                                         | -                                         | 2      | 0      | 0      | 46    | 22    | 8     |
| 2001-2002             | Bayern Munich            | Bundesliga            | 30          | 17          | 4           | 4                     | 1                     | 0                     | -          | -          | -          | C1                             | 11                             | 6                              | 3                              | 1+1                                       | 0+0                                       | 1+0                                       | 2      | 0      | 0      | 49    | 24    | 8     |
| 2002-2003             | Bayern Munich            | Bundesliga            | 33          | 21          | 6           | 7                     | 8                     | 1                     | -          | -          | -          | C1                             | 8                              | 2                              | 3                              | -                                         | -                                         | -                                         | -      | -      | -      | 48    | 31    | 10    |
| 2003-2004             | Bayern Munich            | Bundesliga            | 4           | 1           | 0           | 1                     | 1                     | 2                     | -          | -          | -          | -                              | -                              | -                              | -                              | -                                         | -                                         | -                                         | -      | -      | -      | 5     | 2     | 2     |
| Sous-total            | Sous-total               | Sous-total            | 169         | 92          | 34          | 31                    | 24                    | 6                     | -          | -          | -          | -                              | 64                             | 24                             | 15                             | 2                                         | 0                                         | 1                                         | 15     | 7      | 0      | 281   | 147   | 56    |
| 2003-2004             | Olympique lyonnais       | Ligue 1               | 27          | 10          | 3           | 3                     | 2                     | 0                     | -          | -          | -          | C1                             | 9                              | 3                              | 0                              | -                                         | -                                         | -                                         | -      | -      | -      | 39    | 15    | 3     |
| 2004-2005             | Olympique lyonnais       | Ligue 1               | 3           | 1           | 0           | -                     | -                     | -                     | 1          | 1          | 0          | -                              | -                              | -                              | -                              | -                                         | -                                         | -                                         | -      | -      | -      | 4     | 2     | 0     |
| Sous-total            | Sous-total               | Sous-total            | 30          | 11          | 3           | 3                     | 2                     | 0                     | 1          | 1          | 0          | -                              | 9                              | 3                              | 0                              | -                                         | -                                         | -                                         | -      | -      | -      | 43    | 17    | 3     |
| 2005-2006             | Borussia Mönchengladbach | Bundesliga            | 4           | 0           | 0           | 1                     | 0                     | 0                     | -          | -          | -          | -                              | -                              | -                              | -                              | -                                         | -                                         | -                                         | -      | -      | -      | 5     | 0     | 0     |
| Sous-total            | Sous-total               | Sous-total            | 4           | 0           | 0           | 1                     | 0                     | 0                     | -          | -          | -          | -                              | -                              | -                              | -                              | -                                         | -                                         | -                                         | -      | -      | -      | 5     | 0     | 0     |
| 2006                  | Cruzeiro EC              | Brasileiro            | 20          | 5           | 0           | -                     | -                     | -                     | -          | -          | -          | CS                             | 1                              | 0                              | 0                              | -                                         | -                                         | -                                         | -      | -      | -      | 21    | 5     | 0     |
| Sous-total            | Sous-total               | Sous-total            | 20          | 5           | 0           | -                     | -                     | -                     | -          | -          | -          | -                              | 1                              | 0                              | 0                              | -                                         | -                                         | -                                         | -      | -      | -      | 21    | 5     | 0     |
| Total sur la carrière | Total sur la carrière    | Total sur la carrière | 379         | 190         | 59          | 43                    | 29                    | 6                     | 1          | 1          | 0          | -                              | 79                             | 29                             | 15                             | 2                                         | 0                                         | 1                                         | 15     | 7      | 0      | 519   | 256   | 81    |

## Palmarès

### En club
- Vainqueur de la Coupe Intercontinentale en 2001 avec le Bayern de Munich
- Vainqueur de la Ligue des Champions en 2001 avec le Bayern de Munich
- Champion d'Allemagne en 1999, en 2000, en 2001 et en 2003 avec le Bayern de Munich
- Champion de France en 2004 et en 2005 avec l'Olympique lyonnais
- Champion de l'état Minas Gerais en 2006 avec le Cruzeiro Esporte Clube
- Vainqueur de la Coupe de Suisse en 1994 avec le Grasshopper de Zurich
- Vainqueur de la Coupe d'Allemagne en 1997 avec le VfB Stuttgart, en 1998, en 2000 et en 2003 avec le Bayern de Munich
- Vainqueur du Trophée des Champions en 2004 avec l'Olympique lyonnais

### En Équipe du Brésil
- 15 sélections et 7 buts entre 1999 et 2006
- Vice-champion du Monde des moins de 20 ans en 1991 avec les moins de 20 ans
- Participation à la Gold Cup en 1998 (3e)

### Distinctions individuelles
- Meilleur buteur de Ligue nationale A  en 1994 (21 buts)
- Meilleur buteur de Bundesliga en 2003 (21 buts)